# GH신소재
GH신소재 주식회사는 대한민국의 자동차 내장재용 부직포 기업이다.

## 역사
1979년 삼창석유화학공업으로 설립되었다.

## 같이 보기
- NVH코리아